# Hirotaka Yoshii
Hirotaka Yoshii (吉井裕鷹?, Yoshii Hirotaka; Osaka, 4 giugno 1998) è un cestista giapponese.

## Carriera
Con il Giappone ha disputato i Campionati asiatici (2022), i Campionati mondiali (2023) e le Olimpiadi (2024).